# Аусгримюр Йоунссон
Аусгри́мюр Йо́унссон (исл. Ásgrímur Jónsson; 4 марта 1876[…], Исландия — 5 апреля 1958[…], Рейкьявик) — исландский художник. Один из первых в стране профессиональных художников, который сделал искусство своим основным занятием. Аусгримюр наиболее известен своими пейзажными работами, написанными под влиянием работ французских импрессионистов, хотя направление и стиль его творчества менялись в течение его долгой карьеры.

## Биография
Аусгримюр родился 4 марта 1876 года на ферме Сюдюркот в Рутсстадахверви во Флоуи в семье фермера Йоуна Гвюднасона (1847—1937) и его жены, домохозяйки Гвюдлёйг Гисладоуттир (1847—1920).
В 1897 году Аусгримюр отправился в Копенгаген, где в 1900—1903 годах учился в Королевской академии художеств. После учебы он много путешествовал и оставался за границей вплоть до конца 1909 года. Весной 1910 года он вернулся в Рейкьявик и перевез туда также своих родителей из Сюдюркот, которые стали помогать ему по дому, так как художник был целиком занят творчеством и ему некогда было вести домашнее хозяйство.
После 1940 года Аусгримюр часто жил летом в Хусафедль, и многие из его работы связаны с этим местом. Нынешняя церковь в Хусафедль была построена по эскизам Аусгримюра. 
Умер Аусгримюр в 1958 году в своем доме в Рейкьявике и был похоронен на кладбище церкви в Гёйльверьябайр в общине Флоуахреппюр. Никогда не был женат и не имел детей.

## Творчество
Исландская природа с самого начала была главной темой Аусгримюра, и своими работами он заложил основу исландского пейзажного искусства. Его взгляд на пейзаж был сформирован романтизмом XIX века, и он до самой смерти остался верен ему, хотя его стиль и методы работы изменились за его почти 60-летнюю карьеру художника. Асгримур был не только первым художником в Исландии, сделавшим рисование своей профессией, но и одним из первых иллюстраторов исландских сказок и других произведений. Его считают национальным художником (исл. Listamaður þjóðarinnar) и одним из самых плодовитых иллюстраторов сказок в Исландии.
Аусгримюр всегда рисовал с натуры и приложил особые усилия, чтобы интерпретировать естественный свет. Он писал одинаково хорошо акварелью и маслом и занимает особое место в исландском искусстве как акварелист. В самом начале творчества Аусгримюр был верен натурализму, затем до 1930 года в его произведениях ощущалось влияние французского импрессионизма (стиль его живописи весьма похож на Коро). После 1940-х годов его методы работы стали более спонтанными, чем раньше, а творчество характеризовались красочным экспрессионизмом.
Аусгримюр был пионером в иллюстрации исландских саг и народных легенд и является одним из самых плодовитых фольклористов-иллюстраторов Исландии. Он также был известен своими фресками в различных церквях Исландии. Он рисовал как акварелью, так и масляными красками и занимает уникальное место в истории исландского искусства как художник-акварелист. Поначалу он оставался верен натурализму и романтизму, но к концу 1920-х годов в его работах начинает проявляться влияние художников-импрессионистов. После 1940 года его методы работы стали более органичными, в них появились черты, присущие экспрессионизму.
После смерти Аусгримюр завещал исландскому народу свой дом по адресу Бергстадастрайти 74 в Рейкьявике и все свои произведения искусства, общим числом 192 картин маслом, 277 акварелей и нескольких сотен незаконченных картин, относящихся к разным периодам его жизни. В 1960 году в его доме открыли музей его творчества, а в 1987 году, когда Исландский художественный музей переехал в собственное помещение, музей Аусгримюр был объединен с Художественным музеем в Национальную галерею Исландии в соответствии с положениями его завещания.
Аусгримюр был учителем художника Торвальдюра Скуласона и оказал влияние на многих других художников Исландии, включая Йоуханнеса Свейнссона Кьярвала. Был почетным профессором Исландского университета, почетным членом Шведской королевской академии художеств, рыцарем Даннеброга первого класса, а в 1933 году стал Великим рыцарем исландского Ордена Сокола.